# Bled
Bled (německy Veldes) je označení pro město, ale také pro stejnojmennou územně-správní jednotku (občinu) na severozápadě Slovinska na úpatí Julských Alp a soutoku řek Sava Bohinjka a Sava Dolinka.

## Pamětihodnosti
- Bledské jezero

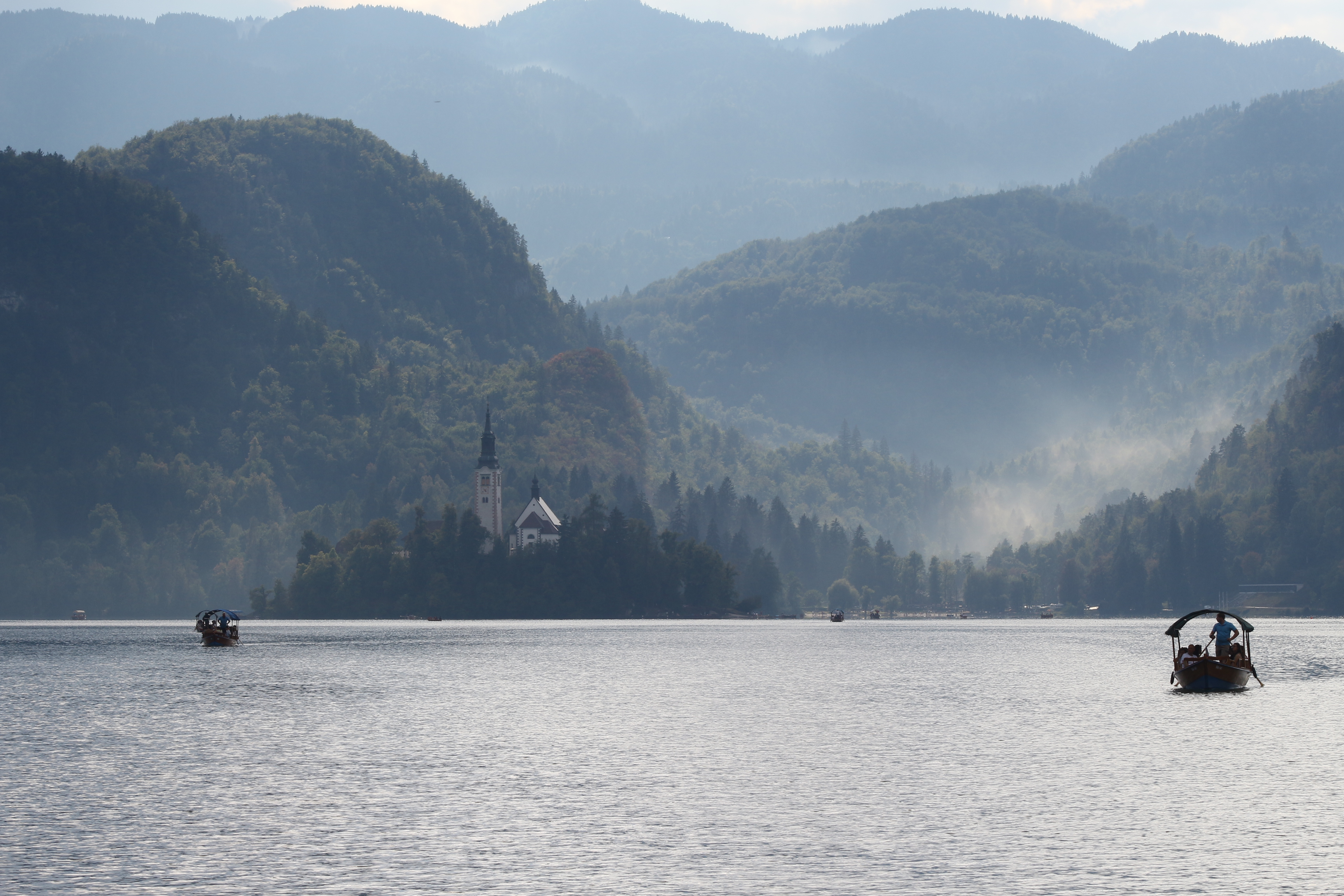
Bledské jezero a ostrov Bled s barokním kostelem Nanebevzetí Panny Marie

- Kostel Nanebevzetí Panny Marie na ostrově na Bledském jezeře
- Národní park Triglav
- Bledský hrad
- Bledský ostrov

## Lázně
Bled je díky své poloze u Bledského jezera, jež je napájeno podzemními vřídly a je obemknuté ze tří stran horami, klimatickými lázněmi, v nichž uzdravuje jedinečné mikroklima, termální prameny a turistika či jiné sportovní aktivity. První lázeňský dům postavil v Bledu v roce 1858 švýcarský lékař Arnold Rikli, specialista na přírodní léčebné metody. V Rikliho lázních se úspěšně léčily zejména migréna, vysoký krevní tlak či revmatismus, pacienti museli dodržovat přísný léčebný režim - vstávali brzy ráno, chodili na dlouhé procházky a koupali se v minerálních pramenech a v jezeře. Rikliho úspěch dal podnět k dalšímu rozvoji lázeňství v Bledu. Byla postavena řada hotelů - k nejstarším patří Grand Hotel Toplice.

## Doprava
Bledské nádraží leží na trase Villach – Jesenice – Nova Gorica – Koper – Gorizia (Itálie).
Nejbližší mezinárodní letiště se nachází v Ljubljani-Brniku a je vzdáleno 36 km.

## Významní lidé
Mezi významné lidi, kteří se narodili nebo žili v Bledu patří:
- Princ Ondřej Jugoslávský (* 1929, Bled)
- Iztok Čop (* 1972), veslař, mnohonásobný olympijský medailista
- Peter Florjančič (1919–2020), vynálezce a olympijský sportovec
- Janez Klemenčič (* 1971), veslař, olympijský bronzový medailista; nyní restauratér v Bledu
- Karel Mauser (1918–1977), básník a autor
- Valentin Plemel (1820–1875), botanik[2]
- Josip Plemelj (1873–1967), slovinský matematik
- Špela Pretnar (* 1973), lyžař, olympijský atlet